# Idioplana australiensis
Idioplana australiensis is een platworm (Platyhelminthes). De worm is tweeslachtig. De soort leeft in het zoute water.
Het geslacht Idioplana, waarin de platworm wordt geplaatst, wordt tot de familie Pseudostylochidae gerekend. De wetenschappelijke naam van de soort werd voor het eerst geldig gepubliceerd in 1898 door Woodworth.